# Drakula (televíziós sorozat, 2013)
A Drakula (eredeti cím: Dracula) 2013-ban bemutatott amerikai-brit televíziós sorozat, ami Bram Stoker azonos című regényén alapul. A sorozat alkotói Cole Haddon és Daniel Knauff, a történet pedig a címszereplő vámpír Londonba utazásáról szól és ottani tevékenykedéséről szól. A főszereplőt Jonathan Rhys Meyers alakítja, mellette még megtalálható a szereplők közt Jessica De Gouw, Thomas Kretschmann, Victoria Smurfit és Katie McGrath. A sorozat nagy részét Magyarországon, Budapesten forgatták.
A sorozatot az Amerikai Egyesült Államokban az NBC Universal adta le 2013. október 25. és 2014. január 24. között, az Egyesült Királyságban pedig a Sky Living tűzte műsorra. Magyarországon a Viasat 3 mutatta be 2015. február 19-én.

## Cselekmény
A történet szerint Drakula Londonba érkezik, ahol Alexander Grayson amerikai feltalálónak adja ki magát. Valódi célja azonban az, hogy bosszút álljon a Sárkány Lovagrenden, akik tönkretették az életét, ebben segít neki a rend egykori tagja, Abraham Van Helsing professzor is. Azonban nem várt bonyodalmak adódnak mikor Drakula találkozik Mina Murray-jel, az orvostan hallgatóval, aki úgy fest mintha Ilonának, Drakula régóta halott feleségének a reinkanációja lenne.

## Szereplők
| Karakter                                 | Színész              | Magyar hang           |
| ---------------------------------------- | -------------------- | --------------------- |
| Vlad Tepes / Alexander Grayson / Drakula | Jonathan Rhys Meyers | Kolovratnik Krisztián |
| Mina Murray / Ilona                      | Jessica De Gouw      | Szinetár Dóra         |
| Abraham Van Helsing                      | Thomas Kretschmann   | Rékasi Károly         |
| Lucy Westenra                            | Katie McGrath        | Bogdányi Titanilla    |
| Lady Jayne Wetherby                      | Victoria Smurfit     | Zakariás Éva          |
| Jonathan Harker                          | Oliver Jackson-Cohen | Szatory Dávid         |
| R.M. Renfield                            | Nonso Anozie         | Bognár Tamás          |
| Browning                                 | Ben Miles            | Varga Gábor           |

## Epizódok
| Sor. | Év. | Cím                                              | Rendező      | Író                                              | Premier                              | Nézettség   | Gyártási szám |
| ---- | --- | ------------------------------------------------ | ------------ | ------------------------------------------------ | ------------------------------------ | ----------- | ------------- |
| 1.   | 1.  | Vér az élet (The Blood Is the Life)              | Steve Shill  | Cole Haddon                                      | 2013. október 25. 2015. február 19.  | 5,26 millió | 101           |
| 2.   | 2.  | A kénfürt (A Whiff of Sulfur)                    | Steve Shill  | Daniel Knauf                                     | 2013. november 1. 2015. február 26.  | 3,39 millió | 102           |
| 3.   | 3.  | Kereskedő férfiak (Goblin Merchant Men)          | Andy Goddard | Harley Peyton                                    | 2013. november 8. 2015. március 5.   | 2,96 millió | 103           |
| 4.   | 4.  | Fény a sötétben (From Darkness to Light)         | Andy Goddard | Tom Grieves                                      | 2013. november 15. 2015. március 12. | 2,99 millió | 104           |
| 5.   | 5.  | Ördögi keringő (The Devil's Waltz)               | Nick Murphy  | Nicole Taylor                                    | 2013. november 29. 2015. március 19. | 2,84 millió | 105           |
| 6.   | 6.  | Szörnyek és emberek (Of Monsters and Men)        | Nick Murphy  | Katie Lovejoy                                    | 2013. december 6. 2015. március 26.  | 3,83 millió | 106           |
| 7.   | 7.  | Szolgálat két mesterhez (Servant to Two Masters) | Brian Kelly  | Rebecca Kirsch                                   | 2014. január 3. 2015. április 2.     | 2,90 millió | 107           |
| 8.   | 8.  | Ideje meghalni (Come to Die)                     | Brian Kelly  | Harley Peyton                                    | 2014. január 10. 2015. április 9.    | 2,47 millió | 108           |
| 9.   | 9.  | Négy rózsa (Four Roses)                          | Tim Fywell   | Történet: Jesse Peyronel Tévéjáték: Daniel Knauf | 2014. január 17. 2015. április 16.   | 2,78 millió | 109           |
| 10.  | 10. | Legyen világosság (Let There Be Light)           | Tim Fywell   | Cole Haddon                                      | 2014. január 24. 2015. április 23.   | 3,04 millió | 110           |